# Пещера Верёвкина
Пеще́ра Верёвкина — пещера на плато Арабика (Арбаика), относящемся к Гагрскому хребту Западного Кавказа на территории Абхазии. Одна из глубочайших пещер мира. Глубина известной части пещеры по результатам топосъёмки 2018 года составляет 2212 м, в ходе экспедиции спелеоклуба «Перово»  увеличена до 2223 м через осмотр сифона «Последняя стоянка капитана Немо» подводным дроном. Вход в пещеру сечением 3×4 м находится на перевале между горами Крепость и Зонт, ближе к склонам горы Крепость. Глубина входного колодца составляет 32 метра. Уточнение глубины пещеры по разнице высот между входом и уровнем разгрузки - актуальная на сегодняшний день глубина пещеры составляет 2209 м (в том числе 26 м в донном сифоне).
Информация о пещере Верёвкина как самой глубокой по состоянию на 2018 год занесена в Книгу рекордов Гиннесса:

Самая глубокая пещера. В марте 2018 года группа российских спелеологов во главе с Павлом Демидовым и Ильёй Турбановым спустилась на дно пещеры Верёвкина в Республике Абхазия, зафиксировав общую глубину 2212 метров. Пещера расположена в карстовом ландшафте массива Арабика, который является частью Гагрского горного хребта.Оригинальный текст (англ.)«Deepest cave. In March 2018, a group of Russian speleologists – led by Pavel Demidov and Ilya Turbanov – descended to the bottom of the Veryovkina Cave in the Autonomous Republic of Abkhazia, north-west Georgia, recording a total depth of 2,212 metres (7,257 feet). The cave is situated in the karst landscape of the Arabika Massif, which is part of the Gagra mountain range.

## Название
Первоначально пещера маркировалась как С-115, затем П1-7, но в 1986 году была переименована в пещеру имени Александра Верёвкина. Спелеолог Александр Верёвкин погиб в 1983 году при прохождении сифона в пещере Су-Акан, расположенной в массиве Сары-Тала, Кабардино-Балкарская Республика, Российская Федерация.

## История исследования
- 1968 год — пещера была открыта красноярскими спелеологами. Пройденная глубина составила 115 м. Пещеру промаркировали как С-115.
- 1982 год — пещера найдена вторично экспедицией Перовского спелеоклуба (Москва). Промаркирована как П1-7. В экспедициях Перовского спелеоклуба 1983—1986 годов пещера пройдена до глубины 440 м.

- С 1986 по 2000 год работы в пещере не велись.
- С 2000 по 2015 год спелеоклуб «Перово» и команда «Перово-спелео» продолжали исследовательские работы. Зарегистрированная глубина пещеры оставалась равной 440 м.
- В августе 2015 года в результате экспедиции спелеоклуба «Перово» был найден колодец, глубина которого, как потом было установлено, составила 156 м. Это открытие означало, что период трудоёмкого исследования пещеры завершён, и положило начало череде значительных открытий.
- В июне 2016 года состоялась экспедиция команды «Перово-спелео», в ходе которой пещера была пройдена до глубины 630 м.
- В августе 2016 года в результате совместной экспедиции команды «Перово-спелео» и спелеоклуба «Перово» пещера была пройдена до глубины 1010 м, в октябре — до глубины 1350 м.
- В феврале 2017 года в совместной экспедиции команды «Перово-спелео» и спелеоклуба «Перово» пещера пройдена до глубины 1832 м, что сделало её второй по глубине в мире после пещеры Крубера (Вороньей).
- В начале августа 2017 года спелеоклуб «Перово» прошел пещеру до глубины 2151 м. В нижних частях были обнаружены обширные горизонтальные части, нетипичные для массива Арабика. Они являются древним коллектором карстовой водоносной системы. Пещера стала второй сверхглубокой (глубже 2 км) и глубочайшей из доступных без подводного снаряжения.
- Во второй половине августа 2017 года команда «Перово-спелео» прошла пещеру до глубины 2204 м, установив новый мировой рекорд глубины[5], что превосходит глубину пещеры Крубера (Вороньей) на 7 м[6]. Рекордная глубина была достигнута без преодоления сифонов.
- В марте 2018 года команда «Перово-спелео» провела очередную экспедицию, прибавив более километра ходов к карте пещеры и измерив лотом глубину сифонного озера «Последняя стоянка Немо». Глубина составила 8,5 метра, таким образом, общая глубина пещеры достигла 2212 метров.
- Август 2023 г. — глубина пещеры увеличена до 2223 м через осмотр сифона Последняя стоянка капитана Немо подводным дроном, опять же во время экспедиции спелеоклуба «Перово»[7].
- Август 2024 года — во время очередной экспедиции «Перово-спелео» (PSC) глубина пещеры была уменьшена до 2 209 метров. Ранее установленная связь между потоком на дне пещеры и Голубым озером (Голубое озеро (Абхазия)) на поверхности позволила точно измерить глубину пещеры с учетом разницы высот между входом и донным сифоном с помощью высокоточного GNSS-приёмника EFT M3[8].

## Несчастный случай
3 августа 2021 года экспедицией спелеоклуба «Перово», г. Москва, при спуске в пещеру на глубине 1100 м был обнаружен труп неизвестного. Личность погибшего установили позже. Он в одиночку отправился в пещеру 2 ноября 2020 года, никому не сообщив о своих планах. Предположительно к 9 ноября спустился к месту трагедии, где не смог преодолеть участок горизонтальных перил.
17 августа 2021 года останки и личные вещи погибшего были подняты на поверхность и переданы представителям прокуратуры и МЧС Абхазии.